# Energiupptagande påkörningsskydd

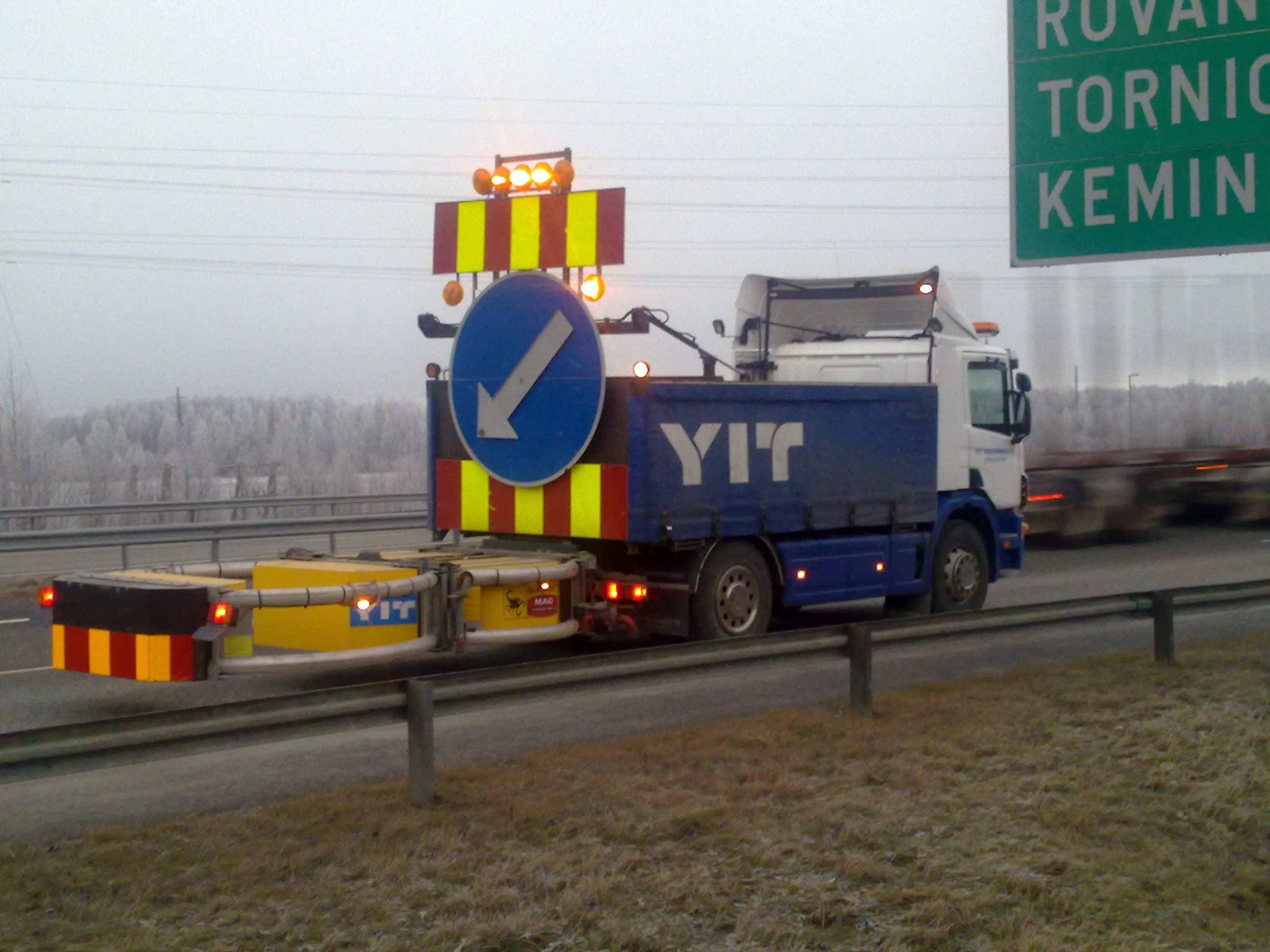
TMA-bil med nedfällt påkörningsskydd

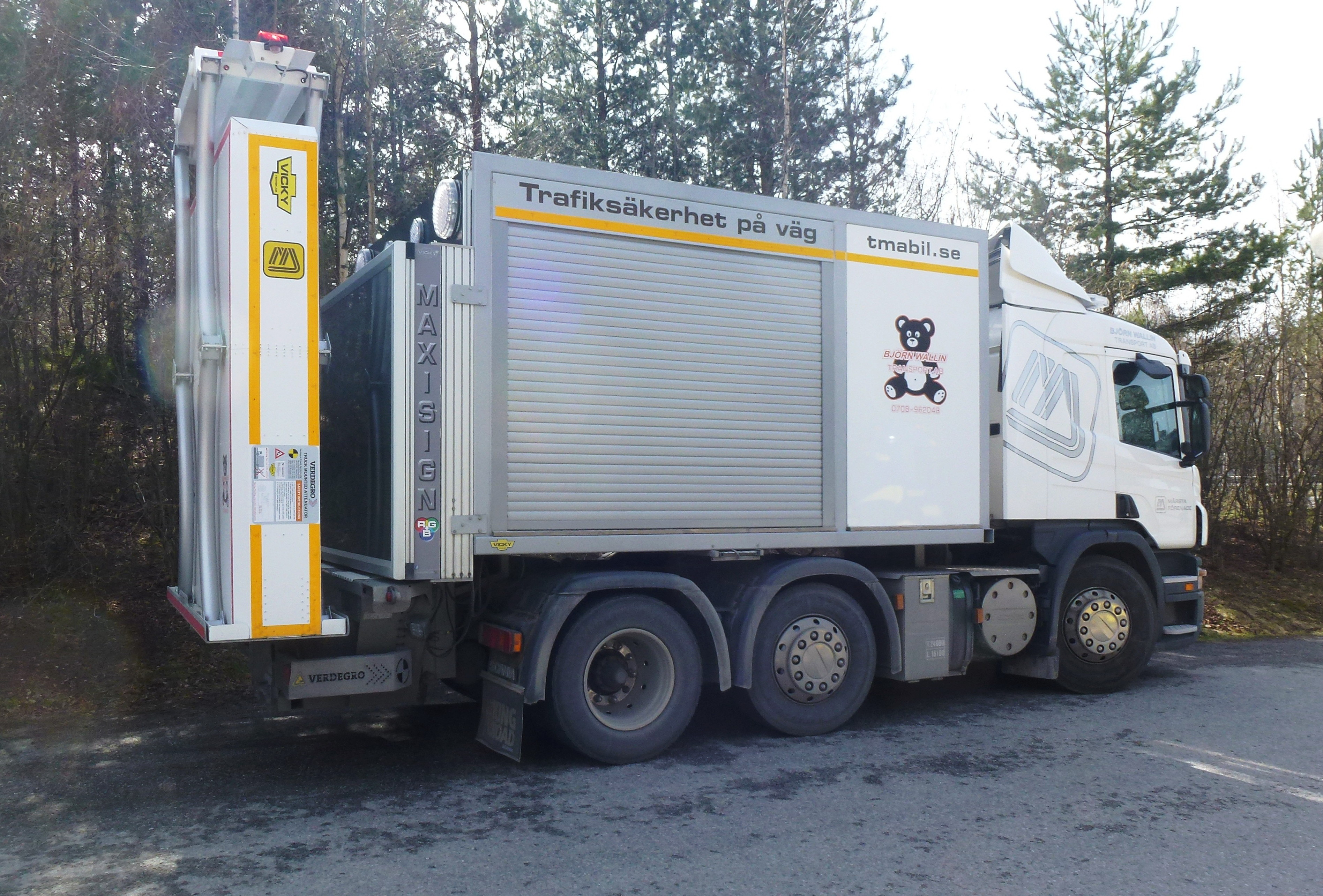
TMA-bil med uppfällt påkörningsskydd

Energiupptagande påkörningsskydd, även Truck Mounted Attenuator (TMA) är ett mobilt påkörningsskydd. I Sverige reglerar Trafikverket vilken typ av TMA som är tillåtna. I vanligaste fall avser TMA en TMA-bil, ibland kallad "skyddsbil" där påkörningsskyddet är monterat baktill på ett tyngre fordon och som därmed användas vid arbete på väg som ett "förstärkt skydd för personal". Benämningen "kuddbil" förekommer också. 
Skyddet består av ett deformationsblock som körs efter eller som ställs upp vid ett tillfälligt vägarbete. Bruttovikten på bäraren av ett fordonsburet påkörningsskydd bör överstiga 9 ton.
Exempel på tillfälliga arbeten på väg är sättning av snöpinnar, tvättning av vägmärken och snödikning.  TMA används också vid räddningsinsatser av brandkår, bil eller bärgningsbil vid trafikolyckor.
Användandet av TMA-bilar vid arbete på väg i Sverige regleras av bland andra Trafikverket och Arbetsmiljöverket. 
Den som inte följer reglerna för TMA-skydd på så kallade skyddsklassade vägar riskerar höga viten uppemot 100 000 kronor per tillfälle utöver skador på sin personal och fordon.